# I Anneli
I Anneli är en svensk dramakomedi i åtta avsnitt från 2010, som visades på SVT med premiär 13 september. Manus är skrivet av Sissela Benn och Frans Wiklund.

## Handling
Anneli är 26 år och jobbar på kafé tillsammans med sin chef Majsan som älskar sin katt, inte kan komma över sitt ex Pål och helst ser att Anneli jobbar så mycket som möjligt. Hon känner sig otillräcklig och längtar efter att få vänner och en partner och bestämmer sig för att lära känna två av besökarna som brukar komma till kaféet och fika: Den populära journalisten Rebecka och "konstnären" Joel - samtidigt som hon försöker undvika stamkunden och ronderingsväktaren Don som är kär i henne.

## Avsnitt
Avsnitt 1
Anneli har blivit befordrad och fått nya arbetsuppgifter och riktlinjer på kaféet, till exempel att säga "mjau" istället för tack. När Rebecka och Joel kommer och ska beställa fika blir Anneli nervös och vet inte hur hon ska bete sig mot dem. Hon försöker (misslyckat) subtilt lista ut vad de har för relation till varandra.
Don kommer in i kaféet och försöker skapa socialt umgänge med Anneli genom att böja hennes keps och därefter berätta om organstöld, till vilket Anneli visar ringa intresse men försöker vara trevlig och professionell. Don förstår inte avvisningen och erbjuder henne att följa med på ronden med honom.
Rebecka håller på att skriva en artikel om "defekta personer" och behöver hitta en sista person att intervjua och kommer fram till att Anneli är perfekt för det ändamålet. Under intervjun försöker Anneli svara "rätt" på de personliga frågorna som ställs för att på så sätt bli omtyckt av Rebecka och kunna bli vän med henne. Under intervjun ställs frågan om hur hennes drömkille är och Anneli råkar försäga sig om sitt intresse för Joel och tar sig därefter snabbt därifrån och gömmer sig på toaletten där hon hittar Joels telefon som han tappat.
Telefonen ringer och samtalet visar sig komma från Centrum för sexuell hälsa som informerar "Joel" om att han har fått klamydia. Anneli känner att hon måste lämna tillbaka telefonen och dessutom berätta om könssjukdomen för honom, men när hon kommer hem till honom verkar han ointresserad och hon får ingen möjlighet att berätta det. Rebecka ringer honom under tiden hon är där och berättar om Annelis intresse för honom.
Avsnitt 2
Avsnitt 3
Avsnitt 4
Avsnitt 5
Avsnitt 6
Avsnitt 7
Avsnitt 8

## Rollista
- Sissela Benn, som Anneli och Liket
- Simon J. Berger, som Joel Lindgren
- Cecilia Forss, som Rebecka
- Sanna Persson, som Majsan
- Jörgen Thorsson, som Don Fransson
- Jojje Lemor, som Pål